# Dasychira dollmani
Dasychira dollmani är en fjärilsart som beskrevs av Collenette 1931. Dasychira dollmani ingår i släktet Dasychira och familjen tofsspinnare. Inga underarter finns listade i Catalogue of Life.